# جائحة فيروس كورونا في برمودا
توثق هذه المقالة آثار جائحة فيروس كورونا 2019-2020 في إقليم برمودا البريطاني لما وراء البحار، وقد لا تشمل جميع الاستجابات والإجراءات الرئيسية حتى الآن.

## الجدول الزمني
في 18 مارس 2020، تأكدت أول حالتين في برمودا.